# Гороніозавр
Гороніозавр (Goronyosaurus) — рід вимерлих плазунів родини Мозазаври підряду ящірок. Мав 1 вид — Goronyosaurus nigeriensis. Мешкав у пізньому крейдовому періоді, близько 70 млн років тому.

## Опис
Загальна довжина сягала 6-7 м. Морфологічно сильно відрізняється від інших мозазаврів і більш тісно пов'язана з тилозавром, ніж з будь-яким іншим. Череп досягав 62 см. Щелепна мускулатура зрушена назад, як у рибоїдних крокодилів, що вказує на можливість швидкого захлопування щелеп. Щелепи були довші, ніж в інших мозазаврів. Очі маленькі. Були розвинені нюх та дотик. Голова та тулуб мали крокодилоподібну форму.

## Спосіб життя
Полюбляли каламутні річки, гирла великих річок. Живився невеликими крокодилами, молоддю черепах, великими рибами.

## Розповсюдження
Рештки гороніозавра виявлені в Нігерії.